# Karin Thomas (Kunsthistorikerin)
Karin Thomas (* 27. Juni 1941 in Köln, geborene Pannhaus) ist eine deutsche Kunsthistorikerin und Schriftstellerin.

## Leben
Karin Thomas studierte von 1960 bis 1965 Kunstgeschichte, Germanistik, Philosophie und Geschichte mit Staatsexamen. Danach war sie kurzzeitig im Lehramt tätig. Sie war von 1971 bis 2003 Lektorin und seit 1986 Cheflektorin für Kunst im Kölner Verlag DuMont, wo sie Ausstellungskataloge zur zeitgenössischen Kunst, darunter Westkunst (1981), und von hier aus (1984) sowie zahlreiche Monografien und Lexika als Redakteurin betreute. Als freie Publizistin verfasste sie neben zwanzig Sach- und Schulbüchern zur Kunstgeschichte zahlreiche Essays sowie Katalogbeiträge und Ausstellungskritiken.
1971 publizierte sie ihr erstes Buch Bis heute, das die internationale Kunstgeschichte des 20. Jahrhunderts stilgeschichtlich strukturiert. Bis 2004 erscheinen insgesamt zwölf jeweils erweiterte und aktualisierte Auflagen, ebenso Lizenzausgaben in Japan und Spanien. Nach der Veröffentlichung von Bis heute publizierte Karin Thomas unter anderem Kunst in Deutschland seit 1945, Blickpunkt Moderne. Eine Geschichte der Kunst von der Romantik bis heute (2010) sowie, zusammen mit Fritz Seydel und Hubert Sowa, den Bildatlas KUNST.
Sie ist seit 1966 verheiratet mit dem Historiker und Autor Rüdiger Thomas. Beide haben zwei Kinder und drei Enkel und leben in Bergisch Gladbach.

## Werk (Auswahl)
- Bis heute. Stilgeschichte der bildenden Kunst im 20. Jahrhundert. DuMont, Köln 1971 (12. Aufl. 2004), ISBN 3-8321-1939-6
- DuMont’s kleines Sachwörterbuch zur Kunst des 20. Jahrhunderts. M. DuMont Schauberg, Köln 1973 (9. Aufl. 1997)
- Heinz Mack. Aurel Bongers, Recklinghausen 1975
- Die Malerei in der DDR 1949–1979, DuMont, Köln 1980
- Kunst in Deutschland seit 1945. DuMont, Köln 2002
- Blickpunkt Moderne. Eine Geschichte der Kunst von der Romantik bis heute. DuMont, Köln 2010
- Kunst-Praxis heute. Eine Dokumentation der aktuellen Ästhetik. M. DuMont Schauberg, Köln 1972
- Alan Frederick Sundberg. Zeichnungen. Dokumentation 1971–1983. Verlag Galerie Utermann, Dortmund 1983
- Zusammen mit Götz Adriani, Winfried Konnertz: Joseph Beuys. DuMont, Köln 1973 (Taschenbuchausgabe Joseph Beuys Leben und Werk, 3. Aufl. 1986); überarb. und erw. Neuauflage, DuMont, Köln 1994, ISBN 3-7701-3321-8
- (mit Gerd de Vries) DuMont’s Künstlerlexikon von 1945 bis zur Gegenwart, DuMont, Köln 1977 (3. Aufl. 1981)
- Zweimal deutsche Kunst nach 1945. 40 Jahre Nähe und Ferne. DuMont, Köln 1985
- (mit Götz Adriani und Winfried Konnertz) Joseph Beuys. Leben und Werk. Erw. u. gestraffte Neuaufl. DuMont, Köln 1981 (DuMont-Taschenbücher 108); 2. akt. Aufl. 1984; 3. Aufl. 1986
- Tradition und Avantgarde in Prag. Mit Beiträgen von Václav Havel, Jiří Gruša, Susanna Roth, Josef Hlaváček. DuMont, Köln 1991
- (mit Rüdiger Thomas) Himmlische Harmonien. Heilige Räume und geistliche Musik. (Architekturfotografien von Achim Bednorz). Mit 2 CDs. DuMont, Köln 2005
- (mit Fritz Seydel und Hubert Sowa) Bildatlas KUNST. Ernst Klett Verlag/Erhard Friedrich Verlag, Stuttgart/Velber 2007,  ISBN  978-3-12-205080-1
- Das Weltkulturerbe. Deutschsprachiger Raum. DuMont, Köln 1994 (hg. mit Hans Christian Hoffmann und Dietmar Keller)
- Deutsche Fotografie. Macht eines Mediums 1870–1970. DuMont, Köln 1997 (hg. mit Klaus Honnef und Rolf Sachsse)
- DuMonts Kunstlexikon des 20. Jahrhunderts. Künstler, Stile und Begriffe. DuMont, Köln 2000 (2. Aufl. 2006)
- Unser Weltkulturerbe. DuMont, Köln 1998 (2. Aufl. 2003) (mit Hans Christian Hoffmann und Dietmar Keller)
- Der Rhein. Unser Weltkulturerbe. DuMont, Köln 2003 (hg. mit Hans Christian Hoffmann und Dietmar Keller)
- Unser Weltkulturerbe. Parklandschaften in Deutschland. DuMont, Köln 2005